# مستصفرة سكرية
مستصفرة سكرية (الاسم العلمي: Xanthomonas sacchari) هي نوع من البكتيريا يتبع جنس المستصفرة من الفصيلة المستصفرية.